# Spartyŭnaja (metropolitana di Minsk)
La stazione Spartyŭnaja (Спартыўная; in russo Спортивная?, Sportivnaja) è una stazione della metropolitana di Minsk, posta sulla linea Aŭtazavodskaja.